# Acalypha longispica
Acalypha longispica é uma espécie de flor do gênero Acalypha, pertencente à família Euphorbiaceae.